# Portret doktora Romana Soczyńskiego
Portret doktora Romana Soczyńskiego – obraz olejny na płótnie autorstwa Jacka Malczewskiego z 1922 roku, o wymiarach 100x70 cm. Własność Muzeum Ziemi Kujawskiej i Dobrzyńskiej we Włocławku.

## Charakterystyka i historia
Jest to portret do kolan, przedstawiający ubranego w garnitur mężczyznę siedzącego na krześle i badającego sobie puls. Dzieło jest sygnowane. Według opisu w katalogu zbiorów MZKiD we Włocławku, wykonywano go w Krakowie oraz w Zakliczynie, gdzie w latach 1919-1928 praktykował i mieszkał dr Roman Soczyński (1890-1957). Muzeum we Włocławku zakupiło obraz w 1994 roku. W 2011 roku przekazano do archiwum Działu Sztuki MZKiD dokumenty i fotografie związane z osobą dra Soczyńskiego. Rękopisy wskazują na bliską relację łączącą malarza i jego modela. Dwa lata później Malczewski wykonał portret żony doktora, Anny Soczyńskiej z siostrą.
Obraz jest eksponowany w ramach wystawy stałej Galeria Portretu Polskiego w gmachu głównym MZKiD we Włocławku, otwartej w 2009 roku. Ekspozycja ma na celu ukazanie w układzie chronologicznym przemian stylistycznych, jakie zachodziły w malarstwie portretowym od pocz. XIX wieku do dwudziestolecia międzywojennego. Portret aut. Jacka Malczewskiego reprezentuje tu symbolizm okresu młodopolskiego.